# 24032 Aimeemcarthy
24032 Aimeemcarthy là một tiểu hành tinh vành đai chính với chu kỳ quỹ đạo là 1668.4868622 ngày (4.57 năm).
Nó được phát hiện ngày 8 tháng 9 năm 1999 và named for Aimee McCarthy, the American mentor of a 2007 Cuộc thi nhà khoa học trẻ kênh Discovery Channel (DCYSC) finalist Bản mẫu:MPCit JPL.